# Wayne Gretzky
Wayne Gretzky Douglas (26 de gener de 1961) és un ex jugador professional i ex entrenador canadenc d'hoquei sobre gel. Va jugar 20 temporades a la National Hockey League (NHL) amb quatre equips entre el 1979 i el 1999. Sobrenomenat "el Gran", ha estat anomenat el millor jugador d'hoquei de la història per molts periodistes esportius, jugadors, la mateixa NHL, i per The Hockey News, a partir d'enquestes extenses a escriptors d'hoquei, exjugadors, directors generals i entrenadors. Gretzky és el principal golejador i productor assistent de la història de l'NHL, i va obtenir més assistències en la seva carrera que qualsevol altre jugador. És l'únic jugador de l'NHL que suma més de 200 punts en una temporada, una gesta que va aconseguir quatre vegades. A més, va superar els 100 punts en 16 temporades professionals, 14 d'elles consecutives. En el moment de la seva retirada, el 1999, tenia 61 rècords de l'NHL: 40 rècords de la temporada regular, 15 rècords de playoffs i 6 rècords de l' All-Star.

## Biografia
Nascut i criat a Brantford, Ontario, Canadà, Gretzky va perfeccionar les seves habilitats en una pista propera a casa seva i va jugar regularment a hoquei menor a un nivell molt superior als seus companys. Tot i la seva estatura i força impressionants, la intel·ligència, la resistència i la lectura del joc de Gretzky no van tenir rival. Era hàbil a esquivar els controls dels jugadors contraris, s'anticipava constantment al disc i feia el moviment adequat en el moment adequat. Fou conegut per instal·lar-se darrere de la xarxa del seu oponent.
Va ser el màxim golejador del Campionat Mundial Junior d'hoquei sobre gel del 1978. El juny de 1978, va signar amb Indianapolis Racers de la World Hockey Association (WHA), on va jugar breument abans d'anar als Edmonton Oilers. Quan el WHA es va replegar, els Oilers es van unir a l'NHL, on va establir molts rècords de puntuació i va dirigir el seu equip a quatre campionats de la Stanley Cup. El traspàs de Gretzky a ls Los Angeles Kings el 9 d'agost de 1988 va tenir un impacte immediat en el rendiment de l'equip, que finalment els va portar a la final de la Copa Stanley de 1993, i se li atribueix la popularització de l'hoquei a Califòrnia. Va jugar breument per als St. Louis Blues abans d'acabar la seva carrera amb els New York Rangers. Gretzky va obtenir nou trofeus Hart com el jugador més valuós, 10 trofeus Art Ross per la majoria de punts en una temporada, dos trofeus Conn Smythe com a MVP dels playoffs i cinc premis Lester B. Pearson (ara anomenat premi Ted Lindsay) com a jugador més destacat segons els seus companys. Va dominar la lliga en gols cinc vegades i en assistències 16 vegades. També va guanyar el trofeu Memorial Lady Byng per esportivitat i rendiment cinc vegades, i sovint es va pronunciar contra la lluita en l'hoquei.
Després de la seva retirada el 1999, va ser immediatament incorporat al Saló de la Fama de l'Hoquei. L'NHL va retirar la samarreta número 99 de la lliga, cosa que el va convertir en l'únic jugador que va rebre aquest honor. Va ser un dels sis jugadors votats a l'equip centenari de la Federació Internacional d'Hoquei sobre Gel (IIHF). Es va convertir en el director executiu de l'equip nacional canadenc d'hoquei masculí durant els Jocs Olímpics d'hivern del 2002, en què l'equip va guanyar una medalla d'or. El 2000 es va convertir en copropietari dels Phoenix Coyotes i, després del bloqueig de l'NHL 2004-2005, es va convertir en l'entrenador principal de l'equip. El 2004 va passar a formar part del Saló de la Fama dels Esports d'Ontario. El setembre de 2009, després de la fallida dels Phoenix Coyotes, va renunciar a la seva condició d'entrenador i a la seva participació. L'octubre de 2016 es va convertir en soci i vicepresident d'Oilers Entertainment Group.

## Llegat

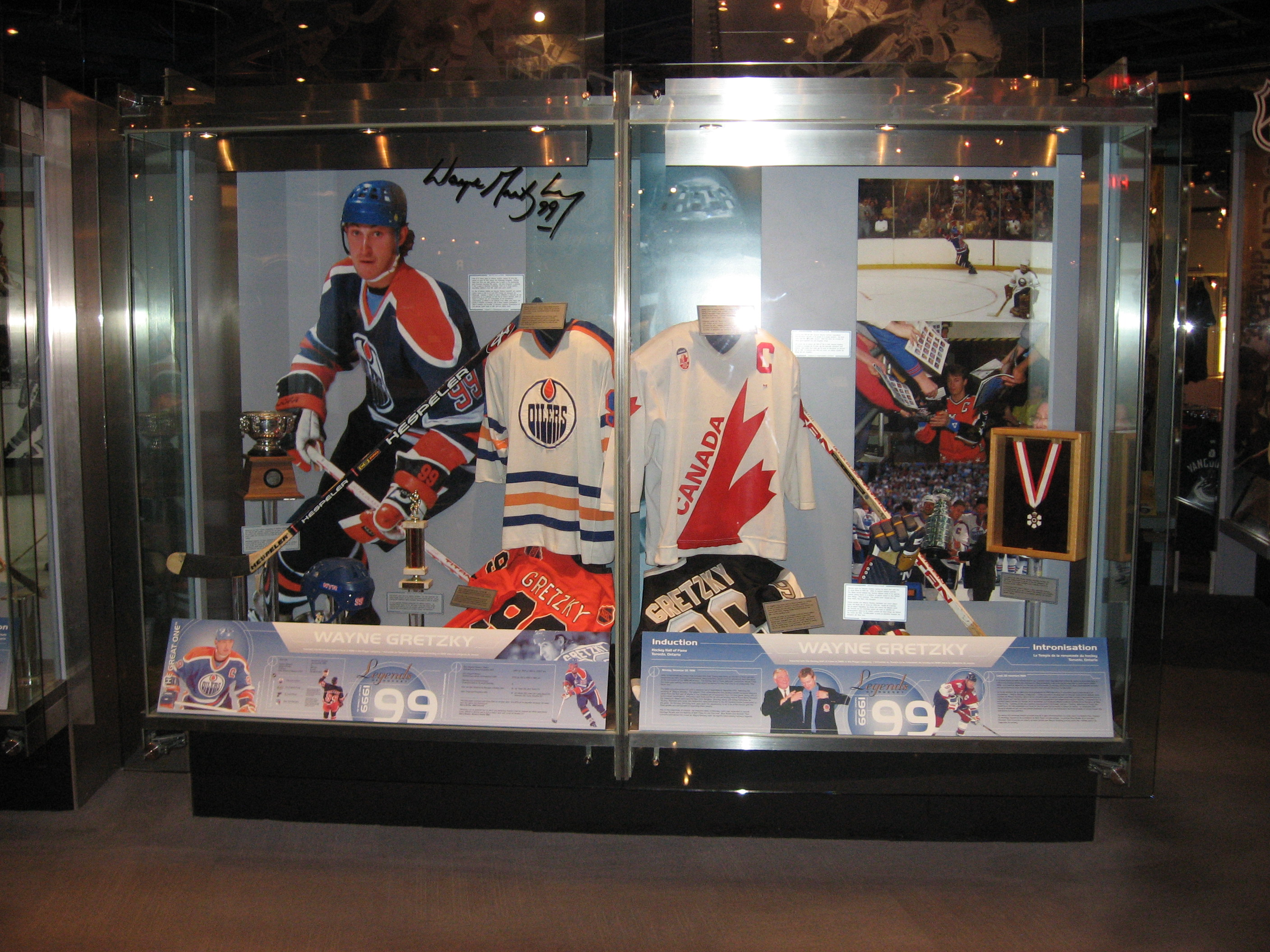
Una exposició sobre Gretzky al Saló de la Fama de l'hoquei

Els èxits de la carrera de Gretzky inclouen molts premis i honors. Va guanyar un rècord de nou trofeus Hart com el jugador més valuós de la NHL. Entre 1981 i 1994, va guanyar 10 vegades el Trofeu Art Ross, lliurat al jugador que lídera el rànquing de punts de la temporada de la NHL. Gretzky va ser nomenat MVP dels playoffs de la Copa Stanley el 1985 i el 1988, i per això va rebre el Trofeu Conn Smythe. A més, va guanyar el premi Lester B. Pearson (ara premi Ted Lindsay) en cinc ocasions; un premi que s'atorga al "jugador més destacat" de la NHL, segons determinen els membres de l'Associació de Jugadors de la Lliga Nacional d'Hoquei. El trofeu Lady Byng, que premia l'esportivitat i el rendiment, va ser rebut per Gretzky cinc vegades entre 1980 i 1999.
Amb el seu nom s'han creat diversos premis i trofeus. El Premi Internacional Wayne Gretzky l'organitza el Saló de la Fama de l'hoquei dels Estats Units per honrar persones internacionals que han fet contribucions importants al creixement i progrés de l'hoquei als Estats Units. El premi Wayne Gretzky 99 s'atorga anualment al jugador més valuós dels playoffs de la Lliga d'Hoquei d'Ontario. El trofeu Wayne Gretzky s'atorga anualment al campió dels playoffs de la Conferència Oest de l'OHL. L'Edmonton Minor Hockey Association també té un premi que porta el nom de Gretzky.
El maig de 2021, un dels seus cromos d'hoquei O-Pee-Chee de 1979 es va vendre per 3,75 milions de dòlars en una venda privada.

## Estadístiques

### Club
| 1975–76     | Toronto Nationals           | MetJHL      | 28    | 27  | 33    | 60    | 7   | —   | —   | —   | —   | —  |
| 1976–77     | Seneca Nationals            | MetJHL      | 32    | 36  | 36    | 72    | 35  | 23  | 40  | 35  | 75  | —  |
| 1976–77     | Peterborough Petes          | OMJHL       | 3     | 0   | 3     | 3     | 0   | —   | —   | —   | —   | —  |
| 1977–78     | Sault Ste. Marie Greyhounds | OMJHL       | 64    | 70  | 112   | 182   | 14  | 13  | 6   | 20  | 26  | 0  |
| 1978–79     | Indianapolis Racers         | WHA         | 8     | 3   | 3     | 6     | 0   | —   | —   | —   | —   | —  |
| 1978–79     | Edmonton Oilers             | WHA         | 72    | 43  | 61    | 104   | 19  | 13  | 10  | 10  | 20  | 2  |
| 1979–80     | Edmonton Oilers             | NHL         | 79    | 51  | 86    | 137   | 21  | 3   | 2   | 1   | 3   | 0  |
| 1980–81     | Edmonton Oilers             | NHL         | 80    | 55  | 109   | 164   | 28  | 9   | 7   | 14  | 21  | 4  |
| 1981–82     | Edmonton Oilers             | NHL         | 80    | 92  | 120   | 212   | 26  | 5   | 5   | 7   | 12  | 8  |
| 1982–83     | Edmonton Oilers             | NHL         | 80    | 71  | 125   | 196   | 59  | 16  | 12  | 26  | 38  | 4  |
| 1983–84     | Edmonton Oilers             | NHL         | 74    | 87  | 118   | 205   | 39  | 19  | 13  | 22  | 35  | 12 |
| 1984–85     | Edmonton Oilers             | NHL         | 80    | 73  | 135   | 208   | 52  | 18  | 17  | 30  | 47  | 4  |
| 1985–86     | Edmonton Oilers             | NHL         | 80    | 52  | 163   | 215   | 46  | 10  | 8   | 11  | 19  | 2  |
| 1986–87     | Edmonton Oilers             | NHL         | 79    | 62  | 121   | 183   | 28  | 21  | 5   | 29  | 34  | 6  |
| 1987–88     | Edmonton Oilers             | NHL         | 64    | 40  | 109   | 149   | 24  | 19  | 12  | 31  | 43  | 16 |
| 1988–89     | Los Angeles Kings           | NHL         | 78    | 54  | 114   | 168   | 26  | 11  | 5   | 17  | 22  | 0  |
| 1989–90     | Los Angeles Kings           | NHL         | 73    | 40  | 102   | 142   | 42  | 7   | 3   | 7   | 10  | 0  |
| 1990–91     | Los Angeles Kings           | NHL         | 78    | 41  | 122   | 163   | 16  | 12  | 4   | 11  | 15  | 2  |
| 1991–92     | Los Angeles Kings           | NHL         | 74    | 31  | 90    | 121   | 34  | 6   | 2   | 5   | 7   | 2  |
| 1992–93     | Los Angeles Kings           | NHL         | 45    | 16  | 49    | 65    | 6   | 24  | 15  | 25  | 40  | 4  |
| 1993–94     | Los Angeles Kings           | NHL         | 81    | 38  | 92    | 130   | 20  | —   | —   | —   | —   | —  |
| 1994–95     | Los Angeles Kings           | NHL         | 48    | 11  | 37    | 48    | 6   | —   | —   | —   | —   | —  |
| 1995–96     | Los Angeles Kings           | NHL         | 62    | 15  | 66    | 81    | 32  | —   | —   | —   | —   | —  |
| 1995–96     | St. Louis Blues             | NHL         | 18    | 8   | 13    | 21    | 2   | 13  | 2   | 14  | 16  | 0  |
| 1996–97     | New York Rangers            | NHL         | 82    | 25  | 72    | 97    | 28  | 15  | 10  | 10  | 20  | 2  |
| 1997–98     | New York Rangers            | NHL         | 82    | 23  | 67    | 90    | 28  | —   | —   | —   | —   | —  |
| 1998–99     | New York Rangers            | NHL         | 70    | 9   | 53    | 62    | 14  | —   | —   | —   | —   | —  |
| WHA: totals | WHA: totals                 | WHA: totals | 80    | 46  | 64    | 110   | 19  | 13  | 10  | 10  | 20  | 2  |
| NHL: totals | NHL: totals                 | NHL: totals | 1,487 | 894 | 1,963 | 2,857 | 577 | 208 | 122 | 260 | 382 | 66 |

### Selecció
| Year          | Team            | Competició     |    | Partits | Gols | Assist. | Punts | Penals |
| ------------- | --------------- | -------------- | -- | ------- | ---- | ------- | ----- | ------ |
| 1978          | Canadà (junior) | Mundial junior | 6  | 8       | 9    | 17      | 2     |        |
| 1981          | Canadà          | Canada Cup     | 7  | 5       | 7    | 12      | 2     |        |
| 1982          | Canadà          | Mundial        | 10 | 6       | 8    | 14      | 0     |        |
| 1984          | Canadà          | Canada Cup     | 8  | 5       | 7    | 12      | 2     |        |
| 1987          | Canadà          | Canada Cup     | 9  | 3       | 18   | 21      | 2     |        |
| 1991          | Canadà          | Canada Cup     | 7  | 4       | 8    | 12      | 2     |        |
| 1996          | Canadà          | Mundial        | 8  | 3       | 4    | 7       | 2     |        |
| 1998          | Canadà          | JJ.OO.         | 6  | 0       | 4    | 4       | 2     |        |
| Junior totals | Junior totals   | Junior totals  | 6  | 8       | 9    | 17      | 2     |        |
| Senior totals | Senior totals   | Senior totals  | 55 | 26      | 56   | 82      | 12    |        |

### Entrenador
| Equip           | Temporada | Temporada regular | Temporada regular | Temporada regular | Temporada regular   | Temporada regular | Temporada regular        | Playoffs       |
| Equip           | Temporada | Partits           | Victòries         | Derrotes          | Derrotes a pròrroga | Punts             | Classificació            | Result         |
| --------------- | --------- | ----------------- | ----------------- | ----------------- | ------------------- | ----------------- | ------------------------ | -------------- |
| Phoenix Coyotes | 2005–06   | 82                | 38                | 39                | 5                   | 81                | 5è (Conferència Pacífic) | No classificat |
| Phoenix Coyotes | 2006–07   | 82                | 31                | 46                | 5                   | 67                | 5è (Conferència Pacífic) | No classificat |
| Phoenix Coyotes | 2007–08   | 82                | 38                | 37                | 7                   | 83                | 4t (Conferència Pacífic) | No classificat |
| Phoenix Coyotes | 2008–09   | 82                | 36                | 39                | 7                   | 79                | 4t (Conferència Pacífic) | No classificat |
| Total           | Total     | 328               | 143               | 161               | 24                  |                   |                          |                |

Fonts: